# كايو كانيدو
كايو كانيدو كوريا (بالبرتغالية: Caio Canedo Corrêa‏) (مواليد 9 أغسطس 1990) هو لاعب كرة قدم برازيلي إماراتي، يجيد اللعب في خط الهجوم، ويلعب حاليًا لنادي الوصل الإماراتي.
لعب سابقاً في نادي الوصل و انتقل إلى نادي العين في عام 2019 مقابل 6 ملايين دولار وحصل على الجنسية الإماراتية مطلع عام 2020 و عاد إلى نادي الوصل في صيف 2023.

## روابط خارجية
- كايو كانيدو على موقع إي إس بي إن إف سي (الإنجليزية)
- كايو كانيدو على موقع قاعدة بيانات كرة القدم.إي يو (الإنجليزية)
- كايو كانيدو على موقع ناشيونال فوتبول تيمز (الإنجليزية)
- كايو كانيدو على موقع Soccerway.com (الإنجليزية)
- كايو كانيدو على موقع عالم كرة القدم.نت (الإنجليزية)
- كايو كانيدو على موقع GSA (الإنجليزية)